# Islámská fronta spásy

Vlajka FIS

Islámská fronta spásy (arabsky الجبهة الإسلامية للإنقاذ, al-Jabhah al-Islāmiyah lil-Inqādh, francouzsky Front Islamique du Salut, zkratka FIS, anglicky Islamic Salvation Front), je zakázaná politická strana v Alžírsku.

## Politický program strany
Islámská fronta spásy (dále jen FIS) se po svém vzniku snažila vybudovat v Alžírsku islámský stát, jenž by se řídil islámským právem šarí'a. Její program s názvem Projekt programu Islámské fronty spásy byl kritizován jako neurčitý.
V ekonomice Islámská fronty spásy silně kritizovala alžírskou vládu vedenou Frontou národního osvobození za model plánovaného hospodářství. Plánovala zavést tržní ekonomiku, jež by chránila soukromý sektor a podporovala konkurenci a drobné podnikatele. Také požadovala vytvoření islámského bankovnictví.
V zaměstnanecké politice volala Islámská fronta spásy po finančním příspěvku ženám, aby mohly zůstat v domácnosti a nemusely pracovat mimo domov (snaha o segregaci pohlaví). Chtěli také zvýšit zaměstnanost vybudováním pracovních míst pro nezaměstnané muže.
Ve školství strana chtěla pokračovat v arabizaci výukového systému (snaha o vytlačení francouzštiny z lékařských, technických a jiných oborů vysokého školství.
V názorech strany však rezonoval rozdílný pohled na politiku strany mezi Madanim, jenž odsuzoval násilí a zavázal se k dodržování demokracie a respektování menšin a Belhadžem, který tvrdil, že v islámu není žádná demokracie, jelikož bůh není protiprávní.

## Historie strany
3. listopadu 1988, po téměř třiceti letech vlády FLN, byla v Alžírsku změnou ústavy zavedena pluralitní soutěž politických stran. Krátce po změně ústavy, 18. února 1989, byla založena Islámská fronta spásy vedená starším univerzitním profesorem šejchem Abbassem Madanim, který byl aktivním účastníkem války o nezávislost a imámem mešity Alim Belhadjem.
Ve volbách do krajů (vilájí) v lednu 1990, získala Islámská fronta spásy přesvědčivou většinu ve dvou třetinách krajů. Také ve více než polovině obcí a většině největších měst Alžíru, Oranu, Constantine, Annaby a dalších. Tento volební úspěch znepokojil vládu země. Ta proto omezila pravomoci místních samospráv. Její politický vliv vzrůstal při kázáních v mešitách u nejchudších vrstev obyvatelstva. Cílem Islámské armády spásy bylo ustavit islámský stát řídicí se koránem a islámským právem (šarí'ou), morálkou a kulturními tradicemi. Militantní islám strhl zejména chudou mládež, nejcitelněji postiženou prudkým populačním a nedostatečným hospodářským růstem. Islám pro ně představoval důstojnou identitu, jež povznáší sebevědomí a dává naději.
První mohutnou demonstrací síly zorganizovala Islámská fronta spásy o posledním ramadánovém pátku v dubnu 1990. Ulicemi hlavního města prošlo na dvě stě tisíc stoupenců. Do politického ovzduší v zemi zasáhla i irácká okupace Kuvajtu v roce 1990. Vůdci Islámské fronty spásy vyzvali k všeobecnému svržení arabských režimů, které se nedokáží dohodnout, a k jednotnému muslimskému postupu proti cizí vojenské přítomnosti v Zálivu. Později se spolu s veřejným míněním v zemi přiklonila na stranu Iráku.

### Zákaz strany
V květnu 1991 islámská fronta spásy svolala generální stávku, jako protest vládní reformě v uspořádání volebních obvodů, která měla omezit volební potenciál islámské fronty spásy. Stávka však skončila nezdarem, nepodařilo se zrušit vládní reformu, místo toho vláda demonstrantům slíbila spravedlivé volby, pokud upustí od protestu.
Armáda na příkaz vlády zatkla 30. června 1991 Madaniho a Belhaje spolu s řadou méně významných členů strany. Samotná strana však zakázána nebyla. Do čela strany se dostal Abdelkader Hachani. Strana, navzdory zatčení svých vůdců, byla dále na vzestupu a připravovala se na nadcházející parlamentní volby.
V prosinci 1991 vyhrála Islámská fronta spásy první kolo parlamentních voleb. Se ziskem 48 % volebních hlasů by obsadila 188 z 231 křesel v parlamentu. Výsledky prvního kola se však nelíbily armádě, která v nich viděla započínající islamizaci země. V lednu 1992 byl zastaven volební proces (před druhým kolem). Úřadující prezident Šadlí Bendžedíd rezignoval na svou funkci a do funkce přichází z exilu bojovník za nezávislost Mohammeda Boudiafa.
Mnoho členů Islámské fronta spásy je zatčeno, včetně Abdelkadera Hachaniho. Po vyhlášení výjimečného stav je Islámská fronta spásy 4. března 1992 formálně rozpuštěna. Abbass Madani a Ali Belhadj jsou odsouzení k 12 letům vězení.
Aktivisté Islámské fronty spásy berou zrušení strany jako vyhlášení války, ačkoliv až do roku 1993 její vedení neorganizuje ozbrojený odpor a jenom sympatizuje a podporuje guerillové bojovníky v jejich akcích.
Země vstupuje do občanské války, jež si vyžádá více než 100 000 lidských obětí. Z počátku byla guerilla vedena lidmi, kteří neměli s Islámskou frontou spásy nic společného a využívala lidí se zkušenosti z válečného konfliktu (např. Afghánistánu). Islámská fronta spásy však vytvářela ilegální podzemní síť odporu vedenou Mohamedem Saidem a Abderrezakem Redjamem, jež vydávala noviny a vedla vlastní rozhlasové vysílání.

### Islámská armáda spásy
Radikální Ozbrojená islámská skupina, bojovala jak s islámskou frontou spásy, tak i s vládními jednotkami. Postupně se v řadách bojovníku guerilly objevuje stále více sympatizantů s islámskou frontou spásy a společně s Ozbrojeným islámským hnutím a se zbytkem Hnutí za islámský stát je vytvořena Islámská armáda spásy (AIS), což je ozbrojené křídlo islámské fronty spásy. Do konce roku 1994 byla Islámská armáda spásy vedoucí složkou guerillových skupin na východě a západě Alžírska. V centrálním Alžírsku kolem hlavního města však pouze 20 % guerillových bojovníků patřilo k stoupencům Islámské armády spásy, naopak většinu zde měli bojovníci z konkurenční GIA, jež v tomto prostoru vznikla. Vedení Islámské armády spásy bylo soustředěno v pohoří Beni Khettab blízko Jijelu, jež odsoudilo akce GIA, která si za oběti svých útoků vybírala civilisty, již neměli dočinění s represivními složkami.
Mezitím dopisy od Madaniho a Belhaje vyzývaly k vyhlášení pluralitních demokratických voleb, jako jediným možným řešením krize. Vláda oba vězně přesunula do domácího vězení 13. září 1994.

### Zahraniční exil
Několik vůdců Islámské fronty spásy, včetně významného Rabaha Kebira, uniklo po zákazu strany do exilu. Během roku 1994 uskutečnili v Itálii vyjednávání s ostatními politickými stranami s FLN a s FFS. Společně se dohodli 14. ledna 1995 na tzv. platformě Sant’Egidio. Deklarovala tyto principy: úcta k lidským právům a pluralitní demokracii, odmítnutí vojenské vlády a diktatury, uznání islámu, uznání Arabů a Berberů jako státotvorné národy Alžírska, požadavek propuštění vůdců Islámské fronta spásy z vězení a konec nelegitimního zabíjení a mučení na všech stranách konfliktu. K překvapeni všech byla tato dohoda podepsána, ačkoliv hlavní signatář chyběl – vláda sama. Díky tomu tato platforma neměla žádný efekt.
Navzdory nepřátelské reakci ze strany vlády vůči římské platformě, začalo v dubnu 1995 třetí kolo mírových rozhovorů mezi vládou a Islámskou frontou spásy, jež bylo doprovázeno výzvou Madaniho odsuzující násilí. Nicméně Islámská fronta spásy nenabídla dostatek ústupku, jež by uspokojily vládu.
V březnu 1995 vystupňovala GIA svůj boj vůči ASI s úmyslem ji zničit, jelikož si nárokovala pozici jediné složky džihádu za vytvoření islámského státu.

### Zastavení bojů
Islámská armáda spásy, jež bojovala na dvou frontách, jak s vládou, tak s GIA – od které se distancovala, kvůli jejím útokům na civilní obyvatelstvo, vyhlásila na 21. záři 1997 jednostranné zastavení palby a v roce 1999 byla rozpuštěna. Tisíce bojovníku jejích se vzdali a předali své zbraně úřadům. V lednu 2000 získali tito bojovnici amnestii za podmínek „národního usmíření“ nařízenou prezidentem Abdelazizem Boutefilkou po volbách v dubnu 1999. Vůdci Islámské armády spásy Mezrag a Benadcha nabídli své služby vládě v bojí proti GIA a GSPC (Salafist Group for Preaching and Combat), která je údajně napojena na al-Kajdu.
V červnu 2003 byli uvěznění vůdci Islámské fronty spásy, Belhadj a Madani, propuštěni z domácího vězení. Islámská fronta spásy však nadále zůstává zakázanou politickou stranou.